# Bitwa pod Chacabuco
Bitwa pod Chacabuco – starcie zbrojne, które miało miejsce w dniu 12 lutego 1817 r. w trakcie wojen niepodległościowych w Ameryce Łacińskiej.
Na początku roku 1817 wojska argentyńsko-chilijskie (1 200 ludzi) dowodzone przez generała José de San Martína i Bernardo O’Higginsa wyruszyły z La Platy w kierunku Chile. W chwili gdy siły powstańcze przekraczały Andy, kierując się ku stanowiskom hiszpańskim, brygadier Rafael Maroto na czele 2 000 ludzi starał się wyjść im naprzeciw. 
Dnia 12 lutego 1817 r. obie armie spotkały się w pobliżu Chacabuco. Pierwsze dwa ataki sił O’Higginsa zostały odparte przez Hiszpanów. Dopiero nadejście sił głównych San Martina zmieniło sytuację na korzyść powstańców. Kawaleria uderzyła na flanki Hiszpanów a piechota zaatakowała ich centrum. Po gwałtownej walce Hiszpanie zostali otoczeni i wybici. Ich straty wyniosły około 500 zabitych i 600 jeńców. San Martin stracił 12 zabitych i 120 rannych. 